# Rebecques
Rebecques (flämisch: Roosbeek) ist eine Commune déléguée in der französischen Gemeinde Saint-Augustin mit 494 Einwohnern (Stand: 1. Januar 2018) im  Département Pas-de-Calais in der Region Hauts-de-France. 
Mit Wirkung vom 1. Januar 2016 wurde die Gemeinde Rebecques mit der früheren Gemeinde Clarques zur Commune nouvelle Saint-Augustin zusammengelegt. Sie gehörte zum Arrondissement Saint-Omer und zum Kanton Fruges (bis 2015: Kanton Aire-sur-la-Lys).

## Geographie
Rebecques liegt etwa zwölf Kilometer südsüdöstlich von Saint-Omer am Fluss Leie.

## Bevölkerungsentwicklung
| Jahr                       | 1962 | 1968 | 1975 | 1982 | 1990 | 1999 | 2006 | 2012 | 2018 |
| Einwohner                  | 376  | 377  | 373  | 367  | 397  | 398  | 423  | 464  | 494  |
| Quellen: Cassini und INSEE |      |      |      |      |      |      |      |      |      |

## Sehenswürdigkeiten
- Kirche Saint-Mâclou aus dem 16. Jahrhundert